# Ingemann Sverre
Josef Ingemann Sverre, né Olsen le 28 novembre 1868 à Fredrikstad et mort le 27 août 1942 à Oslo, est un coureur du combiné nordique norvégien et médecin.

## Biographie
Depuis 1892, il porte le nom de Ingeman Sverre, s'appelant à l'origine Josef Ingeman Olsen.
En 1893, il remporte la course de combiné du Festival de ski d'Holmenkollen et donc le kongekopal, en plus de réaliser la meilleure manche de saut (record du tremplin avec 22 mètres).
De profession, il est docteur, devenant candidat de médecine (no) en 1898. Il part pratiquer aux États-Unis en 1901, dans le Dakota du Sud, puis retourne en 1913 à Oslo, où il devient spécialiste en radiologie.
Il meurt d'une leucémie en 1942.